# Demanietta
Demanietta is een geslacht van kreeftachtigen uit de klasse van de Malacostraca (hogere kreeftachtigen).

## Soorten
- Demanietta huahin Yeo, Naiyanetr & Ng, 1999
- Demanietta khirikhan Yeo, Naiyanetr & Ng, 1999
- Demanietta lansak Yeo, Naiyanetr & Ng, 1999
- Demanietta manii (Rathbun, 1904)
- Demanietta merguensis (Bott, 1966)
- Demanietta nakhonsi Yeo, Naiyanetr & Ng, 1999
- Demanietta renongensis (Rathbun, 1904)
- Demanietta suanphung Yeo, Naiyanetr & Ng, 1999
- Demanietta thagatensis (Rathbun, 1904)
- Demanietta tritrungensis (Naiyanetr, 1986)